# Ceratinia singularis
Ceratinia singularis är en fjärilsart som beskrevs av Hans Rebel 1901. Ceratinia singularis ingår i släktet Ceratinia och familjen praktfjärilar. Inga underarter finns listade i Catalogue of Life.